# Campionati del mondo di atletica leggera 2001 - Marcia 50 km
La gara di marcia 50 km si è tenuta l'11 agosto 2001.

## Classifica
| Pos.         | Atleta                          | Tempo   | Note |
| ------------ | ------------------------------- | ------- | ---- |
| 1            | Robert Korzeniowski (POL)       | 3:42.08 | WL   |
| 2            | Jesús Ángel García (ESP)        | 3:43.07 | SB   |
| 3            | Édgar Hernández (MEX)           | 3:46.12 | PB   |
| 4            | Aigars Fadejevs (LVA)           | 3:46.20 |      |
| 5            | Vladimir Potemin (RUS)          | 3:46.53 |      |
| 6            | Valentí Massana (ESP)           | 3:48.28 |      |
| 7            | Curt Clausen (USA)              | 3:50.46 | SB   |
| 8            | Marco Giungi (ITA)              | 3:51.09 | SB   |
| 9            | Tomasz Lipiec (POL)             | 3:53.06 |      |
| 10           | Mike Trautmann (DEU)            | 3:53.25 |      |
| 11           | Denis Langlois (FRA)            | 3:53.42 |      |
| 12           | David Boulanger (FRA)           | 3:53.52 |      |
| 13           | Francesco Galdenzi (ITA)        | 3:54.42 |      |
| 14           | Philip Dunn (USA)               | 3:56.33 | PB   |
| 15           | Mikel Odriozola (ESP)           | 3:57.17 |      |
| 16           | Spiridon Kastanis (GRC)         | 3:57.35 | SB   |
| 17           | Yoshimi Hara (JPN)              | 3:58.47 |      |
| 18           | Miloš Holuša (CZE)              | 3:58.54 |      |
| 19           | Tim Berrett (CAN)               | 3:59.34 |      |
| 20           | Sergey Korepanov (KAZ)          | 3:59.57 | SB   |
| 21           | Aleksandar Raković (Yugoslavia) | 4:01.50 |      |
| 22           | Jacob Sørensen (DNK)            | 4:03.21 |      |
| 23           | Stefan Malik (SVK)              | 4:04.50 |      |
| 24           | Miguel Rodríguez (MEX)          | 4:06.45 |      |
| 25           | Jorge Costa (PRT)               | 4:07.48 |      |
| 26           | Fredrik Svensson (SWE)          | 4:08.35 |      |
| 27           | René Piller (FRA)               | 4:10.54 |      |
| 28           | Jamie Costin (IRL)              | 4:11.58 |      |
| 29           | Fumio Imamura (JPN)             | 4:12.28 |      |
| 30           | Uģis Brūvelis (LVA)             | 4:22.02 |      |
| 31           | Arturo Huerta (CAN)             | 4:25.07 |      |
| Squalificati |                                 |         |      |
| —            | Liam Murphy (AUS)               | DSQ     |      |
| —            | Roman Magdziarczyk (POL)        | DSQ     |      |
| —            | Pedro Martins (PRT)             | DSQ     |      |
| —            | Darren Bown (AUS)               | DSQ     |      |
| —            | Modris Liepiņš (LVA)            | DSQ     |      |
| —            | Nikolay Matyukhin (RUS)         | DSQ     |      |
| —            | Nathan Deakes (AUS)             | DSQ     |      |
| —            | Bengt Bengtsson (SWE)           | DSQ     |      |
| —            | Daugvinas Zujus (LTU)           | DSQ     |      |
| —            | Denis Trautmann (DEU)           | DSQ     |      |
| Ritirati     |                                 |         |      |
| —            | Aleksey Voyevodin (RUS)         | DNF     |      |
| —            | Giovanni De Benedictis (ITA)    | DNF     |      |
| —            | Trond Nymark (NOR)              | DNF     |      |
| —            | Craig Barrett (NZL)             | DNF     |      |
| —            | Omar Zepeda (MEX)               | DNF     |      |
| —            | Sándor Urbanik (HUN)            | DNF     |      |
| —            | Matej Spisiak (SVK)             | DNF     |      |

## Legenda
| DNS | Non Partito       |
| DNF | Ritirato          |
| WR  | Record Del Mondo  |
| WL  | Record Annuale    |
| AR  | Record D'Area     |
| NR  | Record Nazionale  |
| PB  | Record Personale  |
| SB  | Record stagionale |